# Keld Hansen (Redakteur)
Keld Hansen (* 25. März 1938 in Kopenhagen; † Februar 2015) war ein dänischer Redakteur, Eskimologe, Museumsangestellter, Schriftsteller und Künstler.

## Leben
Keld Hansen ließ sich zum Lithografen ausbilden, studierte aber auch Eskimologie. Von 1966 bis 1968 lebte er in Upernavik, wo er unter anderem ethnografische Funde ordnete, aus denen später das Upernavik-Museum hervorging. Daneben holte er sich Inspiration für seine Kunst. Um 1973 wurde er Redakteur der Tidsskriftet Grønland. Bis 1988 arbeitete er am Grönländischen Landesmuseum, bevor er zum Wikingerschiffsmuseum Roskilde wechselte. Er schrieb Fachartikel, Prosaliteratur für Erwachsene und Kinder, illustrierte grönländische Bücher und stellte Gemälde und Zeichnungen in Grönland und Dänemark aus. 2007 gab er nach 34 Jahren die Redaktion der Tidsskriftet Grønland ab. Er ist Ehrenmitglied von Det Grønlandske Selskab. Keld Hansen starb 2015 im Alter von 76 Jahren.

## Werke
- 1971 Grønlandske fangere fortæller
- 1976: Perler i Grønland
- 1976: Grønlandsbilleder / Assilissat Kalaallit Nunaannit – 1860–1920
- 1978: Tjiman – en barkkano fra Canada
- 1978: Demographic studies in two villages in the Upernavik district (mit J. Balslev Jørgensen und A. Østergaard Hansen)
- 1979: Legetøj i Grønland
- 1979: Nuussuaq – en fangerbygd i Grønland
- 1980: Umiaq'en fra Peary Land (mit Jan Skamby Madsen)
- 1980: Umiaq – en skindbåd fra Grønland
  - 1980: Umiaq – Kalaallit Nunaannit (grönländische Ausgabe)
- 1981: Barkbåde (mit Jan Skamby Madsen)
- 1981: Salik og hans far
  - 1981: Salik and his father (englische Ausgabe)
  - 1982: Salik ataatanilu (grönländische Ausgabe)
  - 1982: Salikkuk ataatagiik (Ausgabe auf Inuktitut)
  - 1994: Sálik ja áhttjes (samische Ausgabe)
- 1981: Salik og det store skib
  - 1981: Salik and the big ship (englische Ausgabe)
  - 1982: Salik umiarsuarlu (grönländische Ausgabe)
  - 1983: Salikkut umiarjuatauvut (Ausgabe auf Inuktitut)
  - 1994: Sálik ja stuorra háksa (samische Ausgabe)
- 1981: Salik og hvalen
  - 1981: Salik and the summer of the song duel (englische Ausgabe)
  - 1982: Salik arferlu (grönländische Ausgabe)
  - 1983: Salikkut arvagasugiaqput (Ausgabe auf Inuktitut)
  - 1994: Sálik ja sváles (samische Ausgabe)
- 1981: Salik og Arnaluk
  - 1981: Salik and Arnaluk (englische Ausgabe)
  - 1982: Salik Arnalullu (grönländische Ausgabe)
  - 1983: Salikkuk Arnaalukkuk (Ausgabe auf Inuktitut)
  - 1994: Sálik ja Árnaluk (samische Ausgabe)
- 1983: Inuks første sæl
  - 1983: Inuk’s first seal (englische Ausgabe)
  - 1983: Inuks erste Robbe (deutsche Ausgabe)
  - 1983: Le premier phoque d'Inuk (französische Ausgabe)
- 1989: La recherche française au Groenland
- 1991: Kajakker (mit Birthe L. Clausen)
- 1996: Hans Lynge
- 2007: Jan og vennerne – udgivet på 60-årsdagen den 25. maj 2007 (mit Jesper Laursen und Jakob Vedsted)
- 2008: Skitser og notater fra Ringkøbing Fjord
- 2008: Nuussuarmiut – hunting families on the big headland